# Māchīān
Māchīān (persiska: ماچیان) är en ort i Iran.   Den ligger i provinsen Gilan, i den norra delen av landet, 180 km nordväst om huvudstaden Teheran. Māchīān ligger 46 meter över havet och antalet invånare är 603.
Terrängen runt Māchīān är varierad.Runt Māchīān är det ganska tätbefolkat, med 134 invånare per kvadratkilometer. Närmaste större samhälle är Rūdsar, 11,5 km norr om Māchīān. I omgivningarna runt Māchīān växer i huvudsak blandskog.